# Francouzské společenství Belgie
Francouzské společenství Belgie (francouzsky Communauté française de Belgique, nizozemsky Franse Gemeenschap van België, německy Französische Gemeinschaft Belgiens) je jedno ze tří společenství Belgie. Společně s Vlámským a Německojazyčným společenstvím dělí celou Belgii na tři oblasti uspořádané podle jazykového principu.
Společenství jako takové není územně-správní jednotkou, tuto funkci vykonávají v Belgii regiony. Území Francouzského společenství se z velké části překrývá s územím Valonského regionu, jehož obyvatelé tvoří frankofonní část Belgie a představují 80% populace Francouzského společenství. Součástí společenství je také Bruselský region, který je bilingvní. Brusel samotný náleží podle jazykového principu jak k Vlámskému společenství, tak k Francouzskému společenství. Oficiální vlajka Francouzského společenství je také vlajkou Valonského regionu.
Název společenství označuje pouze frankofonní obyvatelstvo, které má belgické státní občanství (nikoli Francouze, k čemuž by mohl název svádět).

## Název
Téma názvu tohoto jazykového společenství je do jisté míry kontroverzní, postoje vlámských a valonských autorit jsou rozdílné. Od roku 2011 přijal parlament Francouzského společenství nový název tohoto společenství, a to Valonsko-bruselská federace (francouzsky Fédération Wallonie - Bruxelles). Nicméně v článku 1 belgické ústavy se píše, že stát sestává ze společenství a regionů. Výraz „federace“ zde není uveden. Vlámské politické strany argumentují proti názvu Valonsko-bruselské federace mimo jiné tím, že nezahrnuje vlámsky (nizozemsky) mluvící obyvatele Bruselu.
Název „Valonsko-bruselská federace“ je využíván v komunikačních materiálech, webových stránkách vydávaných a spravovaných tímto jazykovým společenstvím. Ústava, celostátní vyhlášky, oběžníky však používají výraz „Francouzské společenství“.

## Správa
Ačkoliv se území Francouzského společenství a Valonského regionu z velké části překrývají, zůstává správa obou celků i nadále oddělena. Neexistuje zde tedy model použitý ve Vlámsku, kdy se mnohé kompetence Vlámského jazykového společenství a Vlámského regionu sloučily a nyní bývají oba celky označovány jednotným názvem „Flandry“ či „Vlámsko“. Francouzské společenství má vlastní zákonodárný orgán, jímž je parlament a vlastní vládu. Samostatné legislativní i orgány výkonné moci má také Valonský region.